# 大奧科爾西克
50°45′11″N 24°55′20″E / 50.75306°N 24.92222°E
大奧科爾西克（烏克蘭語：Великий Окорськ），是烏克蘭的村落，位於該國西部沃倫州，由沃洛德米爾區負責管轄，始建於1545年，面積87平方公里，海拔高度218米，2001年人口284，人口密度每平方公里3.26人。